# Кременець (Локачинський район)
Кременець — колишнє село в Україні, підпорядковувалося Шельвівській сільраді Локачинського району Волинської області. Рішенням Волинської обласної ради від 30 травня 2000 р. виключене з облікових даних (зняте з обліку) у зв'язку з переселенням жителів.

## Назва
Польською мовою згадується як Krzemieniec.

## Географія
Було розташоване поблизу Локачів, між селами Роговичі, Міжгір'я (Вілька Шельвівська, Волиця), Шельвів та Заячиці.

## Історія
У 1921 році колонія Кременець входила до складу гміни Хорів Горохівського повіту Волинського воєводства Польської Республіки.
У 1936 році колонія Кременець належала до громади Вілька-Шельвівська гміни Хорів Волинського воєводства.
У 1947 році хутір Кремінець належав до Волицької сільської ради Локачинського району Волинської області УРСР.
У 1973 році село Кременець належало до Твориничівської сільської ради.
У 1989 році належало до Заячицівської сільської ради.
Зняте з обліку 30 травня 2000 року.

## Населення
Станом на 10 вересня 1921 року в колонії Кременець налічувалося 10 будинків та 59 мешканців, з них: 36 чоловіків та 23 жінки; усі 59 православні та українці (русини).
Згідно з переписом УРСР 1989 року чисельність наявного населення села становила 4 особи, з яких 2 чоловіки та 2 жінки.